# Oncideres albipilosa
Oncideres albipilosa là một loài bọ cánh cứng trong họ Cerambycidae.